# 李源国
李 源国（イ・ウォングク、韓国語：이원국、メキシコ名：エルネスト・カルロス（Ernest Carlos）、1948年5月10日 - ）は、大韓民国のソウル特別市出身の元プロ野球選手（投手）。現在はメキシコ国籍。右投げ右打ち。日本プロ野球（NPB）での登録名の読みは日本語読みの「り げんこく」。

## 経歴
1948年、韓国に生まれる。
京城中央高校より、1966年に日本へ渡り、東京オリオンズへ入団・プロ入り。重い速球と角度のよいカーブが武器。1967年8月19日の対阪急ブレーブス戦に登板し１回と1/3イニングを投げ2連打2失点したのが、日本での唯一の登板であった。同年限りで東京オリオンズを退団。
1968年に、アメリカ合衆国へ渡り、サンフランシスコ・ジャイアンツと契約して、1970年までマイナーリーグで過ごす。
1972年よりリーガ・メヒカーナ・デ・ベイスボルへ移り、1982年までに通算149勝128敗8セーブの成績をあげる。その間にメキシコ国籍も取得し、メキシコ名をエルネスト・カルロス（Ernesto Carlos）とした。リーガ・メヒカーナ・デ・ベイスボルでは殿堂入り候補ともなっているほどの大活躍をした。
1983年に、韓国へ渡り、1億5000ウォンという高額年俸で、MBC青龍に入団したが、8試合で1勝1敗と期待された成績を残すことができず、メキシコに帰国した。

## 詳細情報

### 年度別投手成績
| 年 度    | 球 団    | 登 板 | 先 発 | 完 投 | 完 封 | 無 四 球 | 勝 利 | 敗 戦 | セ 丨 ブ | ホ 丨 ル ド | 勝 率 | 打 者 | 投 球 回 | 被 安 打 | 被 本 塁 打 | 与 四 球 | 敬 遠 | 与 死 球 | 奪 三 振 | 暴 投 | ボ 丨 ク | 失 点 | 自 責 点 | 防 御 率 | W H I P |
| -------- | -------- | ----- | ----- | ----- | ----- | -------- | ----- | ----- | -------- | ----------- | ----- | ----- | -------- | -------- | ----------- | -------- | ----- | -------- | -------- | ----- | -------- | ----- | -------- | -------- | ------- |
| 1967     | 東京     | 1     | 0     | 0     | 0     | 0        | 0     | 0     | --       | --          | ----  | 7     | 1.1      | 2        | 0           | 1        | 0     | 0        | 0        | 0     | 0        | 2     | 2        | 13.50    | 1.67    |
| 1983     | MBC      | 8     | 7     | 1     | 0     | 0        | 1     | 1     | 0        | --          | .500  | 171   | 38.2     | 46       | 1           | 14       | 0     | 2        | 6        |       |          | 25    | 19       | 4.42     | 1.55    |
| NPB：1年 | NPB：1年 | 1     | 0     | 0     | 0     | 0        | 0     | 0     | --       | --          | ----  | 7     | 1.1      | 2        | 0           | 1        | 0     | 0        | 0        | 0     | 0        | 2     | 2        | 13.50    | 1.67    |
| KBO：1年 | KBO：1年 | 8     | 7     | 1     | 0     | 0        | 1     | 1     | 0        | --          | .500  | 171   | 38.2     | 46       | 1           | 14       | 0     | 2        | 6        |       |          | 25    | 19       | 4.42     | 1.55    |

### 背番号
- 29 （1966年 - 1967年、1983年）[6][7]